# Mike Travis
Michael John „Mike“ Travis  (* 2. Dezember 1944 in Falkirk; † 22. September 2023) war ein britischer Jazz- und Rockmusiker (Schlagzeug) und Schauspieler.

## Leben und Wirken
Travis, der in Edinburgh erwachsen wurde, interessierte sich schon früh für Blues und traditionelle schottische Musik. Als Schüler begann Gitarre zu lernen und spielte Traditional Jazz. 1961 wechselte er ans Schlagzeug und begann, in den Jazz- und Beat-Clubs von Edinburgh aufzutreten. Dann ging er mit The Buzz nach London, wo er mit Joe Meek „You’re Holding Me Down“ aufnahm. Als Mitglied im Trio des Pianisten Reg Powell begleitete er Jon Hendricks und Roland Kirk, um dann mit dem Pianisten Mike McNaught, dem Bassisten Brian Moore und dem Holzbläser Jim Philip in der London Jazz Four das Album The Elizabethan Songbook (1969) einzuspielen. Aus dieser Band wurde die Progressive-Rock-Band Atlantic Bridge, die 1970 mit Daryl Runswick am Bass ein selbstbetiteltes Album vorlegte. Im selben Jahr nahmen Travis, McNaught und Runswick zusammen mit dem Trompeter und Flügelhornspieler Henry Lowther dessen Album Lowther’s Child Song auf.
1972 war Travis Gründungsmitglied von Gilgamesh, mit der 1975 das gleichnamige Album für Caroline Records entstand. Bei einem Auftritt als Doppelquartett mit Hatfield and the North wurde er von Hugh Hopper entdeckt, der ihn dem japanischen Schlagzeuger Stomu Yamashta für dessen Band East Wind empfahl. Hopper holte ihn dann in seine Band, mit der die Alben Monster Band (1974, veröffentlicht 1979) und Hopper Tunity Box (1976) entstanden.
Travis zog 1978 zurück nach Schottland und schloss sich zunächst der Gruppe Cado Belle mit der Sängerin Maggie Reilly für eine Tournee durch Irland an. Später spielte er mit James Moody, Art Farmer, Charlie Byrd und vielen anderen. 2005 tourte er mit Barry Guy und dem Glasgow Improvisers Orchestra.
Ab 1981 arbeitete Travis mit Theatergruppen wie Wildcat und Communicado und wirkte in Inszenierungen von The Beggar’s Opera (1986), Border Warfare (1989) und The Celtic Story (1998) als Darsteller mit. Weiterhin trat er in The Ship (1990) und The Big Picnic (1994) auf, zwei Bühnenproduktionen von Bill Bryden in der ehemaligen Werft in Govan. Am Royal Lyceum Theatre in Edinburgh wirkte er in zwei Produktionen von Brechts Mutter Courage und ihre Kinder (1986 und 1998), Forbes Massons Musical Stiff! (1999), Guys and Dolls (2001) und Der Mann von La Mancha (2007).